# آگوسته مونتینی
آگوسته-هنری-ویکتور گراندیجان د مونتینی (انگلیسی: Auguste-Henri-Victor Grandjean de Montigny; ۱۵ ژوئیهٔ ۱۷۷۶ – ۲ مارس ۱۸۵۰) معمار اهل فرانسه بود.
وی همچنین برندهٔ جوایزی همچون جایزه بزرگ رم شده‌است.